# レベッカ・ロード
レベッカ・ロード（Rebecca Lord、1973年2月18日 - ）は、フランス・パリ出身のポルノ女優。1993年にポルノデビューし、翌年渡米してアメリカの人気ポルノ女優となった。

## 受賞歴
- 2013年 - AVN殿堂顕彰